# Sofiane Chaïb
Pour les articles homonymes, voir Chaïb.
Sofiane Chaïb (en arabe : سفيان شايب) est un footballeur algérien né le 21 mai 1981 à Tlemcen. Il évoluait au poste de milieu gauche.

## Biographie
Il évolue en première division algérienne avec son club formateur, le WA Tlemcen et l'AS Khroub. Il dispute 184 matchs en inscrivant onze buts en Ligue 1.

## Palmarès
WA Tlemcen
- Coupe d'Algérie (1) :
  - Vainqueur : 2001-02.
  - Finaliste : 2007-08.